# Velars-sur-Ouche
Velars-sur-Ouche é uma comuna francesa na região administrativa da Borgonha-Franco-Condado, no departamento de Côte-d'Or. Estende-se por uma área de 12,15 km². Em 2010 a comuna tinha 1 748 habitantes (densidade: 143,9 hab./km²).